# Licypriya Kangujam
Licypriya Kangujam (Bashikhong, Manipur, 2 de octubre de 2011) es una activista medioambiental india. En 2019, recibió el International Children's Peace Prize, el India Peace Prize y el Dr. A. P. J. Abdul Kalam Children’s Award. Ese mismo año, fue elegida como activista medioambiental junto con Greta Thunberg y Jamie Margolin en el Programa de las Naciones Unidas para el Desarrollo, en el que se destacó a los jóvenes que luchan contra el cambio climático. The Times of India declaró que era la activista climática más joven de la India.

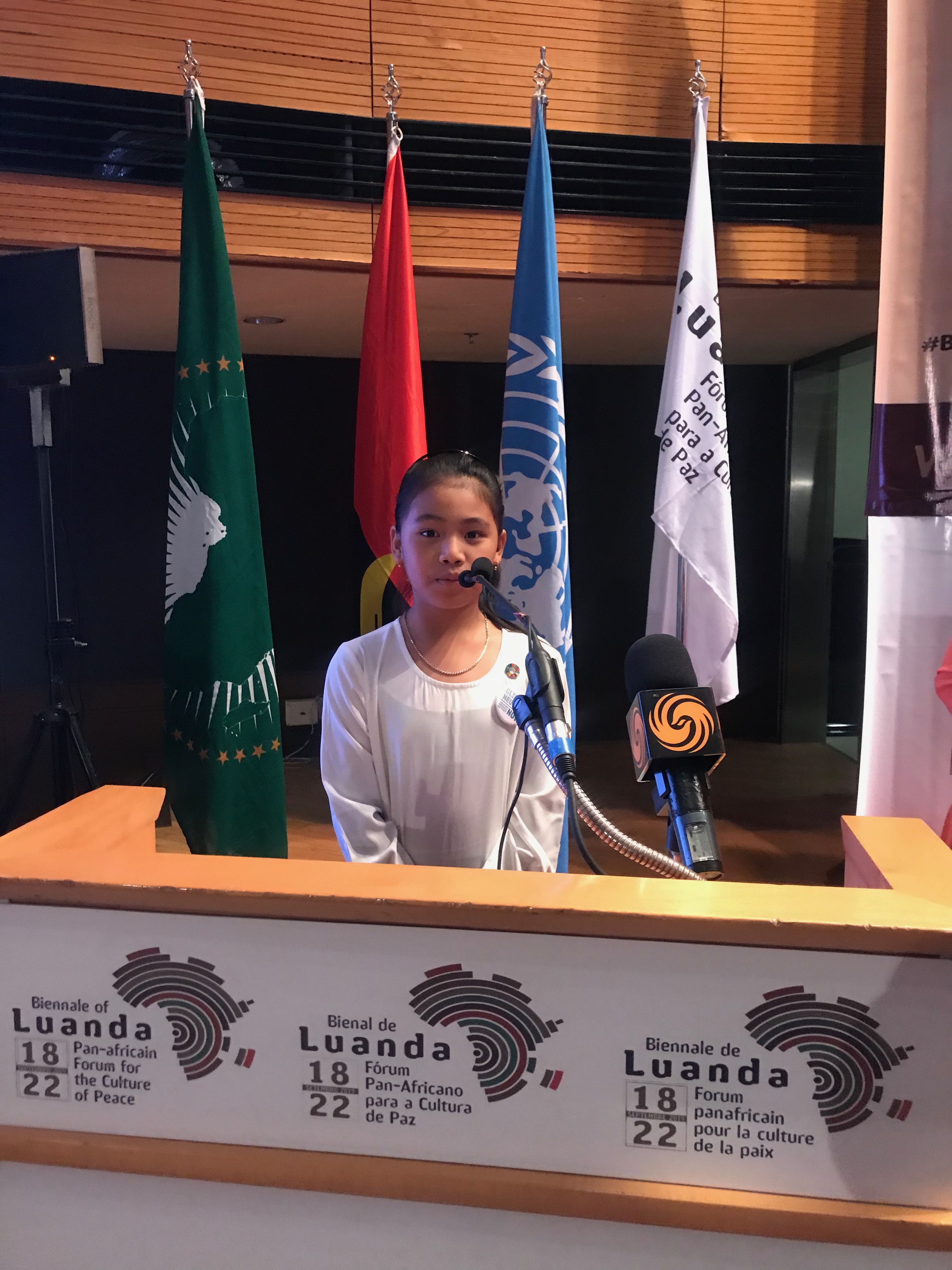
Kangujam se dirige al Foro de Asociados de la Unesco (Bienal de Luanda) en Angola el 20 de septiembre de 2019.

## Trayectoria
Kangujam es la hija mayor de Bidyarani Devi Kangujam Ongbi y de K. K. Singh, y comenzó a alzar su voz para combatir el cambio climático y la reducción del riesgo de desastres cuando tenía siete años. En junio de 2019, protestó ante el Parlamento de la India dirigiéndose al Primer Ministro, Narendra Modi, para que promulgara la ley sobre el cambio climático en la India.

### Visita a África
Kangujam visitó Angola del 14 al 24 de septiembre de 2019 y comenzó una huelga climática con más de 50.000 niños y jóvenes en la ciudad de Luanda, llamando la atención de los líderes mundiales para que tomaran medidas inmediatas para salvar su futuro. Asistió al Foro de Asociados de la Unesco 2019 (Bienal de Luanda) invitada por la Unesco la Unión Africana y el Gobierno de Angola. Realizó una intervención sobre el cambio climático dirigiéndose a los presidentes de Angola, João Lourenço, de Malí, Ibrahim Boubacar Keïta, de Malaui, Hage Geingob, de la República del Congo, Denis Sassou-Nguesso, así como a las primeras damas de Angola, Ana Dias Lourenço, de Namibia, Monica Geingos, al Premio Nobel de la Paz 2018 Denis Mukwege, a la directora general de la Unesco Audrey Azoulay, al Viceprimer Ministro de Guinea, Francois Fall y a todos los Ministros de Cultura de África.

### Gran marcha de octubre de 2019
El 21 de octubre de 2019, Kangujam inició la "Gran marcha de octubre de 2019" en Nueva Delhi, con miles de sus seguidores. Esta movilización se llevó a cabo del 21 al 27 de octubre en varios lugares para solicitar una acción inmediata sobre el cambio climático y para promulgar la ley climática en la India. Otra protesta tuvo lugar en Paralakhemundi, Gajapati, con el apoyo de más de 12.000 personas de la localidad. En una entrevista con el periódico Pragativadi, Kangujam declaró: 
"Hasta hoy, sólo 5 países (Nueva Zelanda, Australia, Reino Unido, México y Perú) tienen su legislación sobre cambio climático, pero el 98% todavía no incluye a la India. Estamos marchando para pedir a los líderes mundiales que promulguen lo antes posible una ley sobre el clima que regule las emisiones de gases de efecto invernadero para salvar nuestro planeta y nuestro futuro. Deben unirse y actuar ahora antes de que sea demasiado tarde". 
Además, señaló que, a diferencia de otros países desarrollados, las zonas rurales de la India ya se han visto afectadas por el cambio climático, principalmente la industria agrícola, porque la India está menos preparada para hacer frente a los daños climáticos. También agregó que debido al rápido aumento de los desastres climáticos y a la disminución de la producción agrícola, los niños y los trabajadores han dejado de ir a la escuela y de trabajar.

### SUKIFU (Survival Kit for the Future)
El 4 de octubre de 2019, Kangujam presentó un dispositivo simbólico llamado SUKIFU (Survival Kit for the Future) para frenar la contaminación del aire. SUKIFU es un kit de bajo presupuesto diseñado a partir de elementos de deshecho para proporcionar aire fresco a nuestro cuerpo cuando el índice de contaminación es alto. Esta planta colocada en una especie de mochila transparente es un reconocimiento del Movimiento Verde contra la contaminación del aire. Cualquiera puede construirlo en casa para insuflar aire fresco directamente en nuestros pulmones. Lo presentó ante la Asamblea Legislativa del Punjab y Haryana como símbolo antes de la ceremonia de toma de juramento de los MLAs y Ministros recién elegidos de Haryana. Llamó la atención de los líderes para encontrar una solución urgente para la actual crisis de contaminación del aire en Delhi y la Región de la Capital Nacional (NCR).

## Reconocimientos
En 2019, Kangujam recibió el Dr. A. P. J. Abdul Kalam Children’s Award de la Fundación Khwaad. El mismo año, fue reconocida con el India Peace Prize junto con Gaur Gopal Das y Dinesh Subasinghe del Comité Internacional de la Juventud en la Cumbre Mundial de la Juventud. También recibió el International Children's Peace Prize del Institute for Economics and Peace (IEP). El 2 de octubre, le fue entregado el título "Rising Star" por la red del Día de la Tierra con sede en Washington D. C., Estados Unidos.